# 阿洛
阿洛（法語：Allauch，法語發音：[alo]）是法国普罗旺斯-阿尔卑斯-蓝色海岸大区罗讷河口省的一个市镇，属于马赛区。

## 地理
阿洛（43°20'10"N, 5°28'56"E）面积50.3 平方千米，位于法国普罗旺斯-阿尔卑斯-蓝色海岸大区罗讷河口省，该省份为法国东南部沿海省份，北起沃克吕兹省，西接加尔省，南濒地中海，东临瓦尔省。
与阿洛接壤的市镇（或旧市镇、城区）包括：欧巴涅、卡多利沃、米梅、佩潘、普朗德屈克、罗克韦尔、马赛、圣萨武南。
阿洛的时区为UTC+01:00、UTC+02:00（夏令时）。

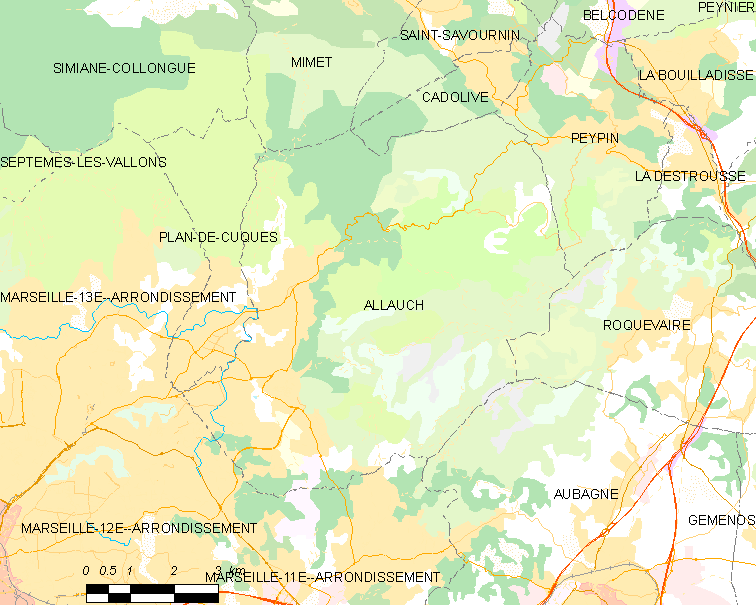
阿洛的OSM定位图

## 行政
阿洛的邮政编码为13190，INSEE市镇编码为13002。

## 政治
阿洛所属的省级选区为阿洛县，同时也是该县的中央投票站所在地。

## 人口

1962-2008年间阿洛人口变化图示

阿洛于2022年1月1日时的人口数量为21404人。